# Komórka okołobiegunowa

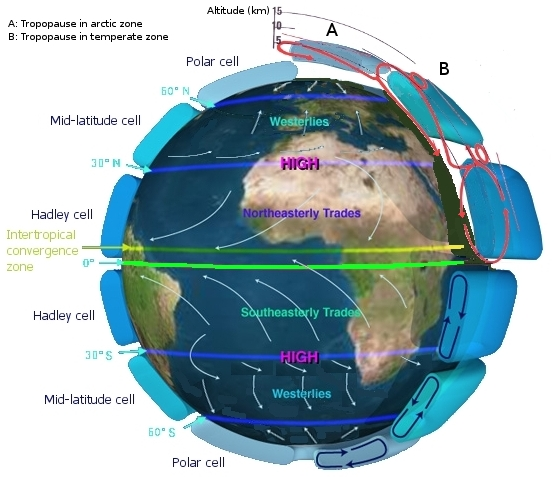
Diagram ogólnej cyrkulacji atmosfery z zaznaczoną cyrkulacją Hadleya pomiędzy obszarami równikowymi a obszarami podzwrotnikowymi, komórkami średnich szerokości i komórkami polarnymi

Komórka okołobiegunowa (polarna) – układ cyrkulacji powietrza występujący na obu półkulach między kołami podbiegunowymi a biegunami, element ogólnej cyrkulacji atmosfery.
Cechą charakterystyczną obszarów okołobiegunowych jest bardzo silne wychłodzenie podłoża, a tym samym niskie temperatury powietrza, wynikające z małej dostawy promieniowania słonecznego. Taka sytuacja powoduje osiadanie powietrza nad biegunami i powstawania tam układów wysokiego ciśnienia. Powietrze z wyżów przemieszcza się w dolnej troposferze ku umiarkowanym szerokościom geograficznym, gdzie dominują układy cyklonalne. Tam też powietrze w wyniku konwekcji dynamicznej związanej z cyrkulacją cyklonalną unosi się do góry. W górnej troposferze część powietrza odpływa z powrotem ku biegunom, zamykając układ.
Wiatry wiejące od biegunów przenoszą chłodne powietrze do umiarkowanych szerokości. W wyniku działania siły Coriolisa wiatr przy powierzchni Ziemi ma kierunek wschodni.